# Abderina helmii
Abderina helmii là một loài bọ cánh cứng trong họ Melandryidae. Loài này được Seidlitz miêu tả khoa học năm 1898.